# Kropotkinfjellet
Kropotkinfjellet je hora ležící v oblasti Sabine Land, na ostrově Západní Špicberk na Špicberkách. Její rozsah je asi 7 kilometrů, má dva ledovcové vrcholy a nachází se mezi dvěma ledovci Sveigbreen a Skruisbreen. Hora je pojmenovaná po ruském vědci a anarchistovi Petru Kropotkinovi.